# Massandjé Touré-Litsé
Massandjé Touré-Litsé,  née le 8 août 1963, une femme politique ivoirienne, membre de la banque mondiale, et par ailleurs la directrice générale du conseil du café-cacao de 2012 à 2017. Elle a été chargée des affaires économiques et de l’agriculture à la communauté économique des états de l'Afrique de l’Ouest (CEDEAO) à Abuja, au Nigeria. Elle occupe une place importante à la banque africaine de développement (BAD). Massandjé Touré-Litsé est nommée comme administratrice à la banque Africaine de développement (BAD).

## Biographie

### Parcours professionnel
Massandjé Touré-Litsé, née le 8 août 1963, est économiste de formation et détient un master of business administration (MBA) en finance internationale de l'université George Washington,  Depuis 2020, elle occupe le poste de directrice du partenariat et de la coopération internationale au ministère de la promotion du riz. Elle a également travaillé à la Banque mondiale et a exercé les fonctions de présidente puis de directrice générale du comité de gestion du Conseil du café-cacao en Côte d'Ivoire de 2012 à 2017,,. Elle occupe actuellement le poste de commissaire aux affaires économiques et à l’agriculture au sein de la Communauté économique des États de l’Afrique de l’Ouest (CEDEAO), succédant à l’ancien ministre ivoirien de l’Économie et des Finances, Adama Koné. Elle a aussi occupé divers postes à responsabilité dans les secteurs public et privé, notamment en tant que conseillère technique auprès du ministère des Affaires étrangères et du Premier ministre. Son passage à Citibank a marqué le début de sa carrière dans les finances internationales. Plus récemment, elle a été nommée administratrice à la Banque africaine de développement (BAD).

## Disctinctions
- Officier dans l’Ordre du Mérite Agricole Ivoirien[9]
- Officier dans l’Ordre du Mérite Agricole Français[9]